# حصان قره باغي

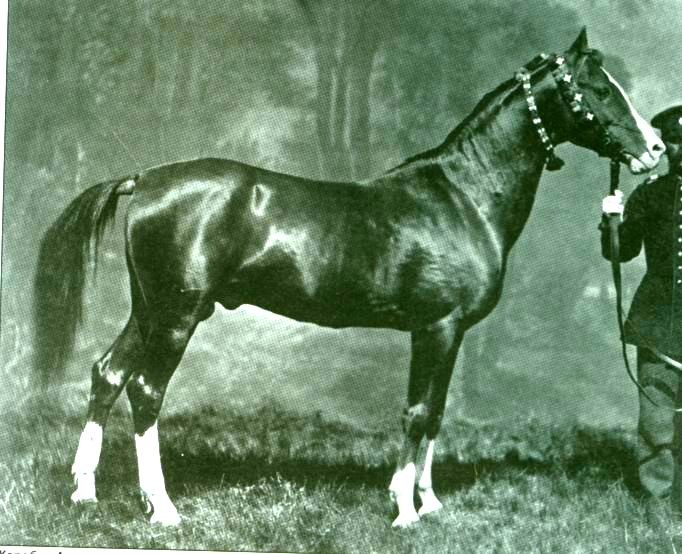
حصان قره باغي.

الحصان القرة باغي أو الحصان القراباغي هو نوع من الخيول الأذربيجانية القديمة. نشأت في منطقة قرة باغ في أذربيجان. وهي من السلالات التي تلقت تدريبا مهنيا خلال عصر خانية قرة باغ، التي حكمت بين 1747 و1822. وتعتبر خيول قره باغ خيولا وطنية في في أذربايجان. وانتشرت الخيول الأكثر إنتاجا من سلالة، جنبا إلى جنب مع شوشا والأجناس المسنين، إلى المنطقة الأقرب إلى هذه الغارات. هذه تعد هذه الخيول أقدم سلالة في آسيا والقوقاز. العلامات الرئيسية التي تميز الحصان القرة باغي من الخيول الأخرى هي لونه البرتقالي الساطع. حواف الذيل والذيل الأحمر والرمادي الداكن.الجلد هو أرق، والشعر لينة وبراقة.

## أنواعه

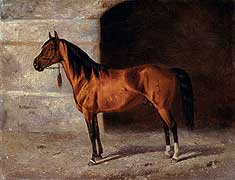
حصان قره باغي، مُلقب بـ"خان"

يتم اختيار الخيول القرة باغي مع سرعة تشغيل عالية. وسجل سجل السرعة بين هذه الخيول الجنسية في سومكاندا، التي تزرع في أغدام في مزرعة، مع مسافة 1600 متر في 1 دقيقة 54 ثانية (50.52 كم / ساعة) ومسافة 2400 متر في 2 دقيقة 52 ثانية (50.23 كم / ساعة).سجله السريع في سجلاته، 14.
هناك أربعة أنواع من الخيول القرة باغية.
- ميمون - خففت بهدوء، يميل قليلا إلى الارتفاع.
- قرنيرتق - لطيف جدا، طويل القامة، قوية
- عليتمز - كان لديهم بنية الجسم جميلة ومرحة، تذكرنا طويل القامة، نطاط، الغزال، ويمر على مسافات قصيرة.
- توخمق - عظام الجبين والأنف متطورة بشكل جيد وعيونهم واضحة.

## تاريخية

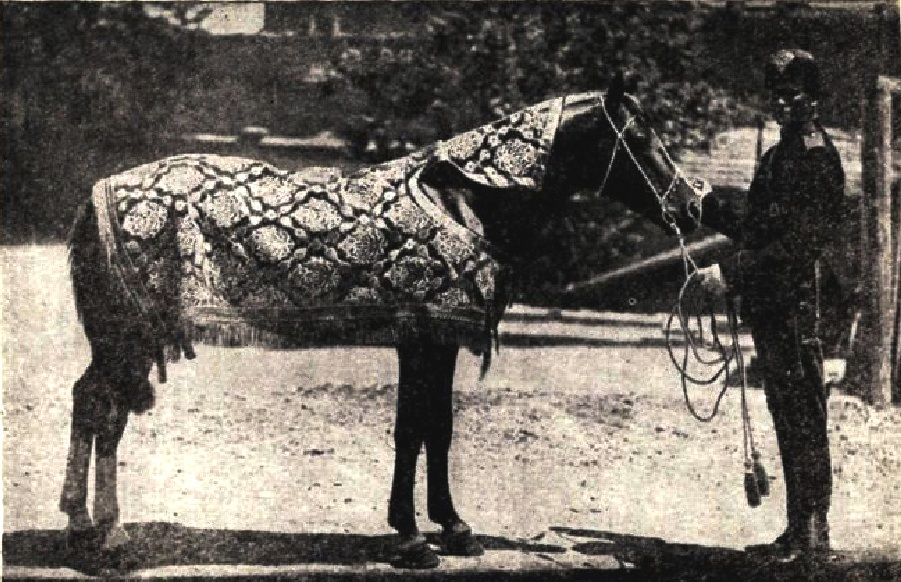
حصان قره باغي في عام 1982

كما انتشرت الفروسية على نطاق واسع في الدول الأذربيجانية القديمة، مثل مديا، أديبيان (أتروباتينا) وألبانيا، التي ظهرت بعد انهيار ولاية المناع. وأثيرت الأمثلة الأكثر شيوعا من جنس في مصانع قره باغ خان بأنه خان، إبراهيم خان، مهديجولو خان، جافارجولو خان وخورشيدبانو ناتافان (أوسمييف).
في القرنين التاسع عشر والعشرين، استخدمت الخيول العربية على نطاق واسع في تطوير الخيول القرة باغي وديلباز الأصلية في أذربيجان. في القرن التاسع عشر، كانت سلالة الحصان الأكثر شهرة في أذربيجان هي الحصان القرة باغي. في ذلك الوقت كانت الخيول القرة باغية ممثلة في العديد من المعارض الدولية أماكن عالية. ومع ذلك، بسبب تفوق الخيول في أذربيجان، كان تأثيرها على الخيول أكبر. مقال بعنوان "نظرة على تصوير الحصان القرة باغي"، نشر في 1866 من قبل كونوزافودستفو، هو أول مقالة علمية عن ولاية قره باغ في العصور الوسطى وفي القرن التاسع عشر.
كتب الرسام الروسي الشهير فاسيلي فيريسشاجين في عام 1870:"... أفضل الخيول التي رأيتها في حياتي هي في شوشا. لم أر قط مثل هذه الخيول في أي مكان."